# Ivanrey
Ivanrey es una localidad española perteneciente al municipio de Ciudad Rodrigo, en la provincia de Salamanca, comunidad autónoma de Castilla y León. Se integra dentro de la comarca de Ciudad Rodrigo y la subcomarca de La Socampana. Pertenece al partido judicial de Ciudad Rodrigo.

## Historia
El 4 de abril de 1895 la reina viuda María Cristina de Habsburgo-Lorena creó el Marquesado de Ivanrey, que hacía referencia a esta localidad, a favor de Fernando Soriano y Gaviria, senador vitalicio por la provincia de Salamanca, título que aún existe siendo su actual titular Felipe Thomas de la Gándara, que es marqués de Ivanrey desde 2008.
La actual localidad de Ivanrey surge como consecuencia de la expropiación de terrenos decretada en 1953 en la finca de Ivanrey por parte del Instituto Nacional de Colonización, con el fin de construir un poblado de nuevo cuño de corte agrícola.

## Demografía
En 2019 Ivanrey contaba con una población de 66 habitantes, de los cuales 37 eran varones y 29 mujeres (INE 2019).
| Gráfica de evolución demográfica de Ivanrey entre 2000 y 2019                            |
|                                                                                          |
| Fuente: Instituto Nacional de Estadística de España - Elaboración gráfica por Wikipedia. |